# 메이커 문화

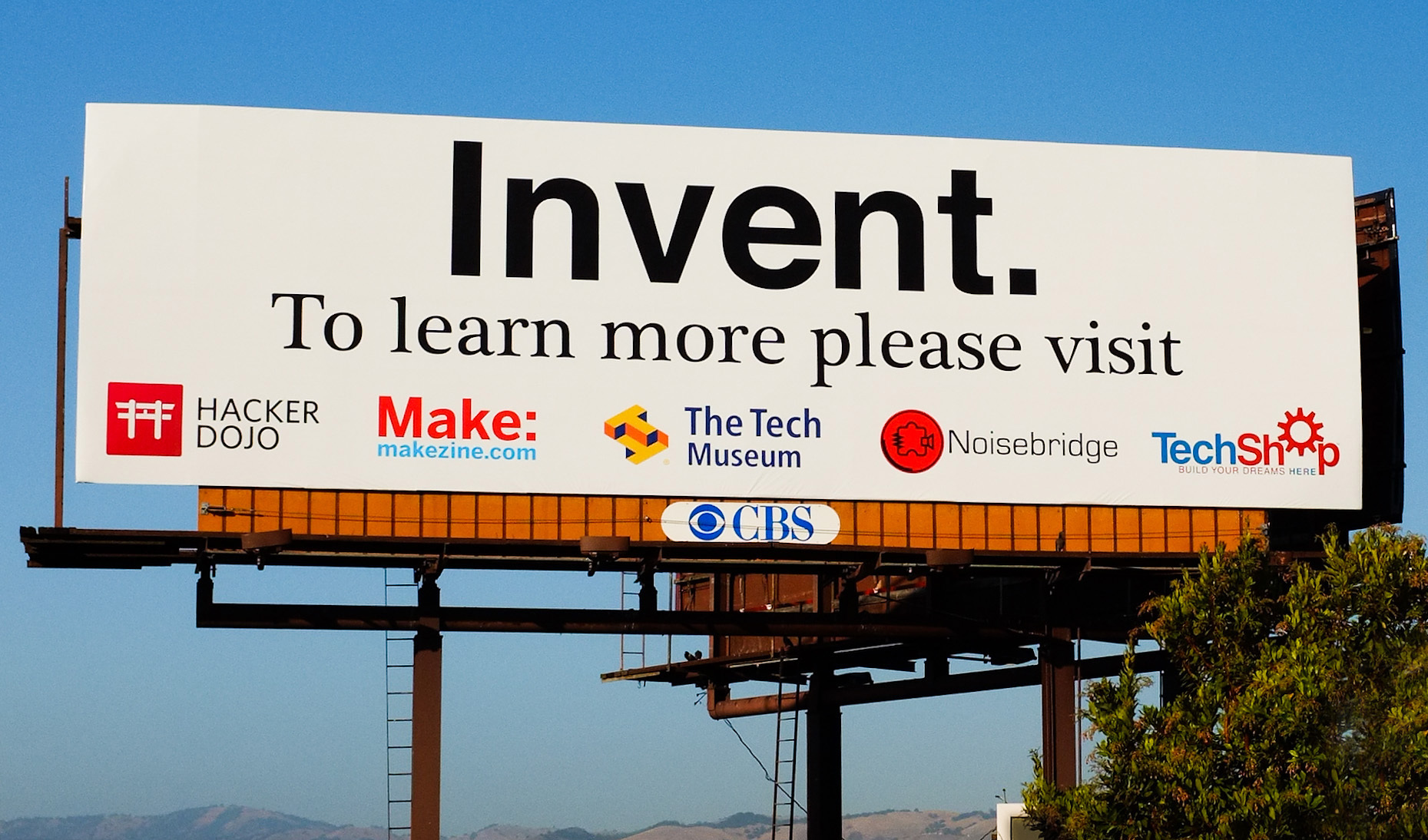
실리콘 밸리 옥외광고판

메이커 문화(maker culture)는 기술 기반의 DIY 문화 확장을 대표하는 현대의 하위문화로, 해커 문화(소프트웨어에 초점을 맞춘 물리적 객체와는 무관함)와 교차하며 새로운 기기 제작과 기존 기기의 손질을 즐긴다. 제조업체 문화는 일반적으로 오픈 소스 하드웨어를 지원한다. 제조업체 문화가 누리는 대표적인 관심사는 전자, 로봇, 3-D 프린팅, 컴퓨터 숫자 제어 도구와 같은 공학 중심의 작업뿐 아니라 금속 세공, 목공, 그리고 주로 이전의 전통적인 예술 및 공예와 같은 보다 전통적인 활동이다. 이 하위 문화는 표준화된 취미 기술들에 대한 잘라내기 및 붙여넣기 접근 방식을 강조하고, 웹사이트와 메이커 지향 출판물에 출판된 디자인의 요리책 재사용을 권장한다. 실습 기술을 사용하고 학습하며 이를 참조 설계에 적용하는 데 중점을 두고 있다. 또한 형평성과 메이커 문화에 대한 연구가 증가하고 있다.

## 철학적 강조
메이커 운동은 장인 정신을 가진 사회 운동이다. 제조업체 운동의 형평성을 촉진하는 것은 STEAM과 기타 기술이 풍부한 예술 분야에 대한 액세스를 민주화하는 데 있어 중요한 요소이다.
메이커 문화는 사회 환경에서의 학습을 통한 학습(능동적 학습)을 강조한다. 메이커 문화는 재미와 자기 충족에 의해 동기 부여되는 비공식, 네트워크화, 동료 주도 및 공유 학습을 강조한다. 메이커 문화는 기술의 새로운 적용과 금속 작업, 서예, 필름 제작 및 컴퓨터 프로그래밍을 포함하여 전통적으로 분리된 영역과 작업 방식 간의 교차점을 탐색하도록 장려한다. 커뮤니티 상호 작용 및 지식 공유는 종종 네트워크 기술을 통해 중재되며, 웹사이트와 소셜 미디어 도구가 지식 저장소의 기초이자 정보 공유 및 의견 교환을 위한 중앙 채널을 형성하며, 해커 공간과 같은 공유 공간에서 소셜 미팅을 통해 집중된다. 메이커 문화는 공식적인 교육 환경에서 학생들이 STEM 과목(과학, 기술, 공학 및 수학)에서 벗어나는 것에 대해 우려하는 교육자들의 관심을 끌었다. 메이커 문화는 보다 참여적인 접근법에 기여하고, 보다 생동감 있고 학습자와 관련이 있는 주제로의 새로운 경로를 만들 수 있는 잠재력이 있는 것으로 보인다.

어떤 사람들은 메이커 운동이 물리적 탐험의 가치를 떨어뜨리고 현대 도시에서 점점 커지는 물리적 세계와의 단절감에 대한 반작용이라고 말한다. 제조업체 커뮤니티가 생산한 많은 제품은 건강(식품), 지속 가능한 개발, 환경주의 및 지역 문화에 초점을 맞추고 있으며, 이러한 관점에서 일회용품, 세계화된 대량 생산, 체인점, 다국적 및 소비자 중심주의에 부정적인 반응을 보일 수도 있다.
메이커 문화의 부상에 대응하여, 버락 오바마는 대중에게 몇몇 국가 연구 개발 시설을 열겠다고 약속했다. 게다가 미국 연방 정부는 국가 중심지 중 한 곳의 이름을 "America Makes"로 바꾸었다. 게다가 미국 연방 정부는 국가 중심지 중 한 곳의 이름을 "America Makes"로 바꾸었다.1970년대 마이크로컴퓨터 혁명의 소형 컴퓨터에서 개인용 컴퓨터로 전환하는 것과 유사한 논리적, 경제적 발전을 따라 이전에는 기관의 독점 영역이었던 디지털 제작 방법을 통해 개인 규모에 액세스할 수 있게 되었다. 2005년에 Dale Dougherty는 성장하는 지역 사회에 봉사하기 위해 Make 잡지를 창간했고, 이어 2006년에는 Maker Fair를 창간했다. Dougherty에 의해 만들어진 이 용어는 점점 더 많은 DIY 사용자들이 무언가를 사기보다 만들고 싶어하는 것을 바탕으로 본격적인 산업으로 성장했다.
주로 시제품 제작을 위한 RepRap 3D 프린팅의 등장으로 인해 비용 감소와 폭넓은 채택으로 새로운 혁신 영역이 열렸다. 시제품 제작을 위해 한 가지 품목(또는 소수의 가정용품)만 만드는 것이 비용 효과적이 됨에 따라, 이 접근법은 "한 사람의 시장"을 위한 개인적인 조작으로 묘사될 수 있다.

## 메이커 스페이스
제조업체 문화의 부상은 해커 공간, Fab Labs 및 기타 "메이커 공간"의 증가와 밀접한 관련이 있으며, 현재는 독일과 미국에 각각 100개가 넘는 해커 공간이 있다.해커 공간은 같은 생각을 가진 사람들이 아이디어, 도구 및 기술 세트를 공유할 수 있도록 해준다. 메이커 문화와 연계된 몇몇 주목할 만한 해커 공간에는 아티산의 망명지가 있다. 달러스 메이커 스페이스, 노이즈 브리지, NYC 저항기, 펌프장: 하나, 그리고 테크샵. 또한 MIT 및 카네기 멜론(특히 MIT Hobby Shop 및 CMU Robotics Club과 같은 "쇼핑" 영역 주변)과 같은 기술 지향을 가진 보다 전통적인 대학에서 하위 문화를 가진 사람들을 찾을 수 있다. 메이커 문화가 대중화되면서 해커스페이스와 Fab Labs가 대학에서 보편화되고 있다. 공공도서관도요 연방 정부는 기관 내에서 완전 개방형 제조업체 공간 개념을 채택하기 시작했으며, 그 중 첫 번째 공간(SpaceShop Rapid Prototyping Lab)은 NASA Ames Research Center에 있다. 유럽에서는 미국보다 랩의 인기가 더 높다. 랩이 미국보다 약 3배 더 많이 존재한다.
유럽과 미국 이외의 지역에서도 제조업체 문화가 증가하고 있으며, 여러 해커 또는 제조업체 공간은 각 도시의 기업가적 및 교육적 환경에 중요한 역할을 한다. 더 정확하게: 해커스페이스싱가포르의 SG는 현재 싱가포르의 가장 유명한 가속기 JFDI를 이끌고 있는 팀에 의해 설립되었다.아시아. 베이루트에 있는 람바 연구소는 해커들이 자유롭게 협업할 수 있는 공간으로 인정받고 있으며, 이 도시는 종종 다른 인종과 종교 집단으로 나누어져 있다. 새 작업장 상하이(Shanghai)는 강력한 인터넷 검열로 유명한 국가에서 혁신과 협업을 가능하게 하는 중국 최초의 해커 공간이다.
2030년까지 인구의 60%를 수용하게 될 도시가 증가하면서, 해커스페이스, 팹랩 및 메이커스페이스는 환경, 사회 또는 경제 문제에 대한 로컬 솔루션을 제공하는 지역 기업가들이 모여 협력할 수 있는 장소이기 때문에 관심을 끌 것이다. T이와 관련하여, 미래연구소는 "시민들이 일, 생산, 거버넌스, 학습, 웰빙, 그리고 이웃을 어떻게 변화시키고 있고 이것이 미래에 무엇을 의미하는지 아이디어를 창출하기 위한 개방적이고 협력적인 온라인 게임"으로 메이커 시티를 출범시켰다.

## 공구 및 하드웨어

### 클라우드
클라우드 컴퓨팅은 제조업체 이동을 위해 사용 중인 도구 제품군을 설명하며, 협업, 디지털 워크플로우, 분산 제조(즉, 디지털 제조 공정을 통해 객체로 직접 변환되는 파일 다운로드) 및 공유 경제성을 향상시킨다. 이는 오픈 소스 움직임과 결합되어 처음에는 소프트웨어에 초점을 맞췄지만, 온라인 계획(클라우드)에 쉽게 액세스하고 라이센스 계약을 체결함으로써 오픈 소스 하드웨어로 확대되고 있다.
클라우드 기반 툴의 몇 가지 예로는 Appedia 및 사물의 GitHub 및 webolver와 같은 버전 제어 협업 플랫폼, 지침서, 위키백과 같은 지식 공유 플랫폼, 모양 및 100kgagar와 같은 분산 제조용 위키팹 및 플랫폼 등이 있다.

### 컴퓨터
프로그램 가능한 마이크로컨트롤러와 아르두이노, 라즈베리파이, 비글본 블랙, 인텔의 갈릴레오와 에디슨과 같은 싱글보드 컴퓨터는 대부분 오픈소스이며 센서, 디스플레이, 액추에이터와 같은 장치에 쉽게 프로그램하고 연결할 수 있다. 따라서 하드웨어 개발의 진입 장벽이 낮아진다. 클라우드와 결합된 이 기술은 사물 인터넷을 가능하게 한다.

### 디지털 제작
데스크톱 3D 프린팅은 이제 다양한 플라스틱과 금속에서 가능하다. DIY 오픈 소스 마이크로일렉트로닉스와 결합하여 RepRap과 같은 자동 복제 3D 프린터를 만들 수 있다. 디지털 제작에는 레이저 절단, CNC 밀링, 뜨개질 기계와 같은 다양한 감산 제작 기술도 포함된다.
디지털 제작용 디자인을 직접 만들려면 Solidworks, Autodesk 및 Rinoceros 3D와 같은 디지털 디자인 도구가 필요하다. 최근에는 더 저렴하거나 사용하기 쉬운 소프트웨어가 등장했다. FreeCAD와 같은 자유 오픈 소스 소프트웨어는 설계 프로세스에서 매우 유용할 수 있다. Autodesk의 Fusion 360은 신생 기업과 개인에게 무료로 제공되며 Onshape와 Tinkercad는 브라우저 기반 디지털 설계 소프트웨어이다.
온라인 프로젝트 저장소는 디지털 제조에 많은 부품을 사용할 수 있게 한다. 심지어 디자인 작업을 직접 수행할 수 없는 사용자도 마찬가지이다. Opendesk는 분산 디지털 제작 프로젝트를 설계하고 주최하여 사업을 만든 회사의 한 예이다.

### 자금조달 플랫폼
Patreon과 Kickstarter는 제조업체 운동의 핵심인 분산 자금 플랫폼의 두 가지 예이다.

### 수공구
메이커 문화는 새로운 디지털 기술에만 국한되지 않는다. 전통적인 도구와 아날로그 도구는 이러한 움직임에 있어 여전히 중요한 역할을 한다. 기존 툴은 제조업체 문화의 핵심인 친숙하고 쉽게 액세스할 수 있는 경우가 많다. 디지털 제작 도구가 적합하지 않은 장소와 프로젝트에서는 수공구가 적합하다.

## 기타 제조형태
메이커 문화에는 여러 유형의 메이킹이 포함되며, 이 섹션에서는 주요 유형의 몇 가지에 대해 설명한다.

### 아마추어 과학 장비
여기에는 시민 과학 또는 오픈 소스 연구소를 위한 과학 기구 제작이 포함된다. 저가 디지털 제조의 등장으로 과학자들과 아마추어들이 오픈 소스 하드웨어 설계로 자신만의 과학 기기를 만드는 일이 점점 더 흔해지고 있다. Docubricks는 오픈 소스 과학 하드웨어의 저장소이다.

### 생물, 음식, 퇴비
식품 생산에서 메이커 문화의 예로는 베이킹, 홈브루잉, 와인메이킹, 가정용 로스팅 커피, 베고유, 절임, 소시지, 치즈메이킹, 요구르트 및 페이스트리 생산이 있다.
이것은 또한 도시농업, 퇴비화, 합성생물학으로 확대될 수 있다.

### 옷
옷에는 바느질이나 바느질하지 않은 DIY 자국이 포함될 수 있다.
의류에는 뜨개질이나 크로셰팅된 의류 및 액세서리도 포함될 수 있다. 몇몇 뜨개질하는 사람들은 다양한 수준의 자동 패턴을 가진 뜨개질 기계를 사용할 수 있다. 완전히 전자 뜨개질 기계는 컴퓨터 보조 디자인 소프트웨어를 실행하는 컴퓨터와 인터페이스될 수 있다. 아르두이노 보드는 공정을 더욱 자동화하기 위해 전자 뜨개질 기계와 인터페이스 되어 왔다.
젊은 여성들에게 인기 있는 의류 소매점인 Free People은 종종 인류학(Anthropologie)의 집 문 안에서 공예의 밤을 연다.

### 화장품
메이커 화장품에는 향수, 크림, 로션, 샴푸, 아이섀도우 등이 있다.
제조업체 화장품의 공구 키트에는 비커, 디지털 저울, 실험실 온도계(가능한 경우 -20~110°C), pH 용지, 유리 막대, 플라스틱 주걱, 알코올로 소독할 스프레이 등이 포함될 수 있다.
향수는 에탄올(96% 또는 심지어 보드카나 클리어), 에센셜 오일 또는 향수 오일, 주입 오일, 심지어 향미 추출물(예: 순수한 바닐라 추출물), 증류수 또는 샘물과 글리세린을 사용하여 가정에서 만들 수 있다. 도구에는 유리병, 유리병, 계량 컵/측정 스푼, 드로퍼, 깔때기, 알루미늄 호일 또는 포장지가 포함된다.

### 악기
리드 가잘라, 미셸 와이비스 등 초기 회로 굽힘 기술을 개척하는 복잡한 실험부터 시가 박스 기타 같은 간단한 프로젝트에 이르기까지, 집에서 만든 실험적인 악기의 개념은 제조자 운동 이전에 뿌리를 두고 있다. 바트 홉킨은 15년 동안 실험 악기 잡지를 출판했고 이어서 악기 제작에 관한 일련의 책들을 출판했다. Zvex, WORM, STEIM, Death by Audio, Casper Electronics와 같은 단체들은 DIY 관객들의 요구를 충족시키며, 니콜라스 콜린스와 유리 랜드만 같은 음악가들은 맞춤 제작되고 실험적인 악기를 만들어 연주한다.

#### 십여 년 하천 바닥액
아직 집에서 사는 동안 휴 르 케인은 전자 음악과 사운드 세대에 평생 관심을 갖기 시작했다. 1937년, 그는 전자 자유 갈대 오르간을 디자인했고, 1940년대 중반, 그는 전자 주머니를 만들었지만, 지금은 최초의 신디사이저 중 하나로 인정받고 있다. 1953년, 로버트 무그는 자신만의 레민 디자인을 만들었고, 그 다음 해에 라디오와 텔레비전 뉴스에 그 레민에 관한 기사를 실었다. 같은 해, 그는 RA Moog를 설립하여 집에서 우편 주문으로 레민과 레민 키트를 판매했다. 그의 고객 중 한 명인 Raymond Scott은 Moog의 레민을 키보드로 제어하여 Clavivox를 만들었다.존 사이먼튼은 1967년 오클라호마시티에 PAA 일렉트로닉스를 설립하고 우편 주문을 통해 다양한 소형 전자 키트를 제공하기 시작했다.1972년부터 PAA는 모듈형 및 일체형 아날로그 신디사이저 키트를 생산하기 시작했다. 유로락, DIY 및 오픈 소스 참조

### 공구제작
제조업체는 자체 도구를 만들거나 제작할 수도 있다.여기에는 칼, 수공구, 선반, 3-D 프린터, 목공 도구 등이 포함된다. 등

### 차량
"구성 요소 자동차"로도 알려진 키트카는 제조사가 판매하고 구매자가 직접 조립하여 작동하는 자동차로 만드는 부품 세트이다.
차량 튜닝에는 전기 자동차 전환이 포함될 수 있다.
오토바이 제작과 개조도 대표적이다. 예: Tinker Bike는 재활용 부품에 적응할 수 있는 오픈 소스 오토바이 키트이며, NightShift Bike는 맞춤형 전기 모터사이클 개조형 소형 메이커리스트 프로젝트이다.
자전거도 DIY, 메이커 스타일의 커뮤니티가 있다. 젠가 브라더스 키 큰 자전거가 그 한 예이다. 커뮤니티 자전거 작업장은 특정 유형의 제조사 공간이다.

## 평균
메이크(MAKE)는 '메이커 운동의 중심 기관'으로 꼽힌다.설립자인 데일 더허티는 이 운동의 창시자로 널리 알려져 있다. 이 운동에 관련된 다른 언론사들로는 와문고, 해커데이, 메이커리와 인기 있는 웹로그 보잉이 있다. 보잉보잉의 편집자인 코리 닥터는 소설 메이커스를 썼는데, 그는 이 소설을 "경제가 변기에 떨어져도 살아있고 행복하게 지낼 수 있는 방법을 발견하기 위해 하드웨어, 비즈니스 모델, 생활 방식을 해킹하는 사람들에 관한 책"이라고 묘사했다.
2016년 Intel은 24개 팀의 제조업체들이 백만 달러를 놓고 경쟁하는 리얼리티 TV 쇼인 America's Great Makers를 후원했다.

## 메이커 페어스
이 하위문화는 2006년부터 2012년 12만 명의 관중이 모인 메이커 페어(Maker Fair)라는 세계 각지에서 정기 행사를 열고 있다. 미니 메이커 페어라고 불리는 소규모 커뮤니티 중심의 메이커 페어도 오라일리가 조직한 메이커 페어가 아직 열리지 않은 다양한 장소에서 열린다. 메이커 페어는 지역 메이커 페어 행사의 확산을 장려하기 위한 미니 메이커 페어 시작 키트를 제공한다.
'메이커 페어' 모델에 이어, '메이커 페어' 브랜드를 사용하지 않는 유사한 행사들이 전 세계에 등장했다.

## 메이커 영화제
2014년 8월 콜로라도주 듀랑고의 파워하우스 사이언스 센터에서 "제작자와 제작자에 관한 영화"를 상영하는 메이커 영화제가 개최될 예정이다.

## 코로나19대응 PPE 생산
메이커 운동은 코로나19 대유행의 발생에 대응하여 처음에는 오픈 소스 환기구를 설계하려 시도했다가 나중에는 개인 보호 장비(PPE)의 생산을 목표로 삼았다. 공급망의 붕괴는 특히 전염병 초기에 증가하는 문제였으며, 의료 부문의 코로나19 전염병과 관련된 부족 사태로 더욱 악화되었다. 반응은 대부분 지역적이고 6개 대륙의 86개국에 퍼져 있으며, 7만 명 이상이 참여한 Tikkun Olam Maker, Fab Foundation 또는 Open Source Medical Supplies와 같은 중간 기관을 통해 서로 대응, 설계 및 통찰력을 공유했다.
독일, 브라질, 루마니아, 프랑스, 스페인, 인도, 영국에서 민족 운동이 일어났다. 이러한 움직임은 분산 제조 방법을 사용했으며, 일부는 공급 부족의 위치를 파악하고 유통을 관리하기 위해 지방 정부 기관, 지역 경찰 및 군과 협력했다.
제조업체 커뮤니티의 총 생산 수치는 4,830만 대를 넘어섰으며, 총 시장 가치는 약 2억 7,100만 달러였다. 가장 많이 생산되는 품목은 얼굴 보호막 (2500만 개), 의료복 (800만 개), 얼굴 마스크 (600만 개) 등이었다. 주로 사용되는 생산 방식은 3D 인쇄, 레이저 절단 또는 재봉틀과 같은 익숙한 도구였지만, 여러 제조업체에서 다이컷 또는 사출 성형과 같은 고출력 방법을 제공하기 위해 자금을 모아 생산량을 늘렸다.

## 비판
메이커 운동은 때로는 포용과 민주화의 목표를 달성하지 못한다는 비판을 받아왔다. 이러한 비판들 중 가장 유명한 것은 이 운동의 성적인 역사와 현재를 비판하며 Deb Chachra의 작품 "나는 왜 대서양에서 만드는 사람이 아닌가"에서 비롯되었다. 혁신을 실질적으로 방해하거나 민주화할 수 있는 이 운동의 잠재력에 도전하는 이브니 모로조프의 <뉴요커에 만들기>와 토마스 스와이츠의 토스터 프로젝트 '메이커 임펄스'에 대한 도전에 관한 윌 홀만의 <토스터 패러독스>.
다른 이들은 메이커 운동이 운동이 아니라고 비판하며, "운동"의 모든 측면의 범위와 영향을 제한하는 근본적인 위선이 확장된다고 주장한다.

### 성별
지난 몇 년 동안, 다양한 사건들은 운동 내외부의 성별 포함 문제에 대한 인식을 높여왔다. 목록의 공개 토론 목록에 대한 토론.2013년 hackerspaces.org에서는 여성들이 메이커 문화에서 경험하는 문제들을 집중 조명했다. 이 토론에서 자주 인용되는 메시지는 다음과 같이 쓴 데이비드 파월(Powell)의 기고문이다. "만약 해커스페이스에 한 명의 여성이 있고 그녀가 해커스페이스에 더 많은 여성을 원한다면, 그녀는 더 많은 여성을 찾기 위한 캠페인을 시작해야 한다. e-직물이라든지, 여성들이 얘기하고 싶은 것에 대한 수업을 진행하는 것일 수 있다." 이 게시물은 많은 사람들을 격분시켰다.
또 다른 예는 Dale Dougherty의 것으로, 많은 사람들에 의해 운동의 아버지로 여겨진다. 중국 여성 메이커인 나오미 우의 명예를 공개적으로 떨어뜨렸죠 그는 자신의 트위터에 다음과 같이 썼다: "나는 그녀가 진짜 누구인지 의심하고 있다. 나오미는 진짜 사람이 아니라 사람이다. 여러 명이다. 광범위한 비난이 있은 후, 도허티는 이틀 후에 그녀에게 사과했다. Wu는 Twitter 프로필 설명에서 Makeing(만들기) 내의 성별 포함 문제를 해결한다. "이건 장점이 있기 전까지의 매력에 관한 것이다.
커뮤니티 내에서 광범위하게 퍼져 있는 남성 편향에 대한 반작용으로, 여성과 성별이 다른 사람들은 페미니스트 메이커 공간을 구축하기 시작했다. 샌프란시스코의 제조업체인 Liz Henry는 "Double Union"을 설립했다. 이 단체는 페미니스트 행동주의를 지지하는 단체이다.다른 페미니스트 제조업체 공간은 Mz* Baltazar의 실험실이다. 비엔나와 코드 심장부에서. 비엔나에서.

## 같이 보기
- 브리콜라주
- DIY 생물학
- 모듈러 설계

## 참조
- Autonomous building
- Bricolage
- Craft production
- Do-it-yourself biology
- Modular design
- Open-design movement
- Open-source car
- SparkFun Electronics
- STEAM fields
- STEM education